# Руска-Монтане (комуна)
Руска-Монтане (рум. Rusca Montană) — комуна у повіті Караш-Северін в Румунії. До складу комуни входять такі села (дані про населення за 2002 рік):
- Руска-Монтане (1642 особи)
- Рушкіца (453 особи)

Комуна розташована на відстані 312 км на північний захід від Бухареста, 53 км на північний схід від Решиці, 97 км на схід від Тімішоари.

## Населення
За даними перепису населення 2002 року у комуні проживали 2095 осіб.
Національний склад населення комуни:
| Національність            | Кількість осіб | Відсоток |
| ------------------------- | -------------- | -------- |
| румуни                    | 1954           | 93,3%    |
| німці                     | 80             | 3,8%     |
| угорці                    | 32             | 1,5%     |
| українці                  | 22             | 1,1%     |
| цигани                    | 2              | 0,1%     |
| чехи                      | 2              | 0,1%     |
| словаки                   | 1              | < 0,1%   |
| болгари                   | 1              | < 0,1%   |
| не вказали національність | 1              | < 0,1%   |

Рідною мовою назвали:
| Мова       | Кількість осіб | Відсоток |
| ---------- | -------------- | -------- |
| румунська  | 1995           | 95,2%    |
| німецька   | 56             | 2,7%     |
| угорська   | 24             | 1,1%     |
| українська | 19             | 0,9%     |
| болгарська | 1              | < 0,1%   |

Склад населення комуни за віросповіданням:
| Релігія        | Кількість осіб | Відсоток |
| -------------- | -------------- | -------- |
| православні    | 1807           | 86,3%    |
| римо-католики  | 142            | 6,8%     |
| баптисти       | 87             | 4,2%     |
| п'ятдесятники  | 42             | 2,0%     |
| реформати      | 9              | 0,4%     |
| греко-католики | 4              | 0,2%     |
| унітарії       | 1              | < 0,1%   |